# Simone Mary Bouchard
Simone Mary Bouchard, née le 19 juin 1912 à Baie-Saint-Paul, et morte le 30 juillet 1945 près de Baie-Saint-Paul, est une artiste du tissu et artiste peintre québécoise connue pour sa peinture, dite « naïve » ou « primitive ». 

## Biographie
Simone Mary Bouchard naît à Baie-Saint-Paul en 1912. Elle commence sa carrière en vendant des tapis, faits aux crochets, pour les touristes dans la région de Charlevoix. Elle fait la rencontre de l'anthropologue Marius Barbeau,  à qui elle fournit du textile, et de l'ethnologue et peintre Jean Palardy, à qui elle produit des tapis crochetés. En 1937, l'artiste montre son travail dans une exposition nord-américain sur la peinture primitive à Kingston. Après cet événement, Barbeau et Parlardy la présente à d'autres artistes et à des collectionneurs. En 1938, elle exécute des tableaux religieux pour le Congrès eucharistique de Québec. 
En 1941, elle participe à la Première exposition des Indépendants au Palais Montcalm à Québec. L'événement organisé par Marie-Alain Couturier, regroupe onze artistes de la Société d'art contemporain dont Bouchard, Paul-Émile Borduas, Stanley Cosgrove, Louise Landry Gadbois, Eric Goldberg, John Lyman, Louis Muhlstock, Alfred Pellan, Goodridge Roberts, Jori Smith et Philip Surrey. L'exposition voyage également à Montréal. 
En 1945, Simone Mary Bouchard participe au Salon du Printemps du Musée des beaux-arts de Montréal. La même année, Simone Mary Bouchard meurt de problèmes pulmonaires. Sa production compte alors plus de 300 tableaux. La Dominion Art Gallery de Montréal tient deux rétrospectives posthumes en 1947 et 1952.

## Œuvres
- Fillette nourrissant ses chats, entre 1936 et 1940, huile sur toile marouflée sur panneau de fibre de bois, 48,8 x 62,5 cm, Musée national des beaux-arts du Québec, Québec[7]
- Autoportrait ou Simone Mary Bouchard au début de sa carrière, 1938, huile sur toile, 79,8 x 72,2 cm, Musée national des beaux-arts du Québec, Québec[8].
- Les Rois mages, entre 1938 et 1945, huile sur toile collée sur carton, 54,8 x 72,5 cm, Musée national des beaux-arts du Québec, Québec[9].

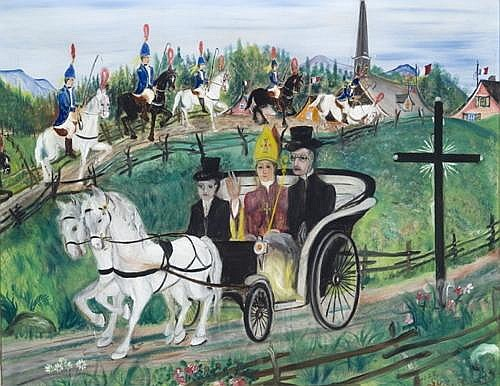
Oeuvre de Simone Mary Bouchard

- Oeuvre de Simone Mary BouchardNature morte, 1941?, huile sur toile marouflée sur carton, 38,8 x 31,8 cm, Musée national des beaux-arts du Québec, Québec[10].

## Expositions
- 1941 : Première exposition des Indépendants, Palais Montcalm, Québec
- 1945 : Salon du Printemps, Musée des beaux-arts de Montréal

## Expositions posthumes
- 1946 : 11 - 23 mars, Galerie Morgan, Montréal, exposition rétrospective organisée par la Société d'art contemporain[11]
- 1947 : Riverside Museum, New York
- 1947 : Willistead Art Gallery, Windsor
- 1947 : Dominion Gallery, Montréal
- 1952 : Dominion Gallery, Montréal
- 1975 : Galerie Gilles Corbeil, Montréal

## Musées et collections publiques
- Musée national des beaux-arts du Québec[12]
- Musée des beaux-arts de Montréal
- Musée de Charlevoix
- Galerie Leonard et Bina Ellen, Université Concordia
- Musée canadien de l'histoire
- Musée des beaux-arts du Canada
- Musée des beaux-arts de l'Ontario